# Eismitte
| \| Localisation sur la carte du Groenland · Eismitte \| Localisation sur la carte du Groenland |
| Localisation sur la carte du Groenland · Eismitte                                              |

Eismitte (« au centre de la glace » en allemand) est l'une des bases d’une exploration polaire à l’intérieur du Groenland qui fut active entre juillet 1930 et août 1931. Le camp était situé à environ 400 kilomètres de la côte et près de 3000 mètres d’altitude.
Alfred Wegener est mort à proximité de cette base.
La température la plus froide enregistrée au cours de l'expédition a été de -64,9 °C, tandis que la température la plus chaude a été mesurée à -2,8 °C. Pour la période de 12 mois commençant le 1er septembre 1930 et se terminant le 31 août 1931, le mois le plus chaud, (juillet 1931), avait une température mensuelle moyenne de -12,2 °C, tandis que le mois le plus froid, (février 1931), avait une température moyenne de -47,2 °C.

Sur cette période, un total de 110 millimètres de précipitations a été enregistré, la plus grande partie, de façon plutôt surprenante, étant reçue en hiver.
À la latitude du camp, le soleil ne s’est pas couché entre le 13 mai et le 30 juillet.

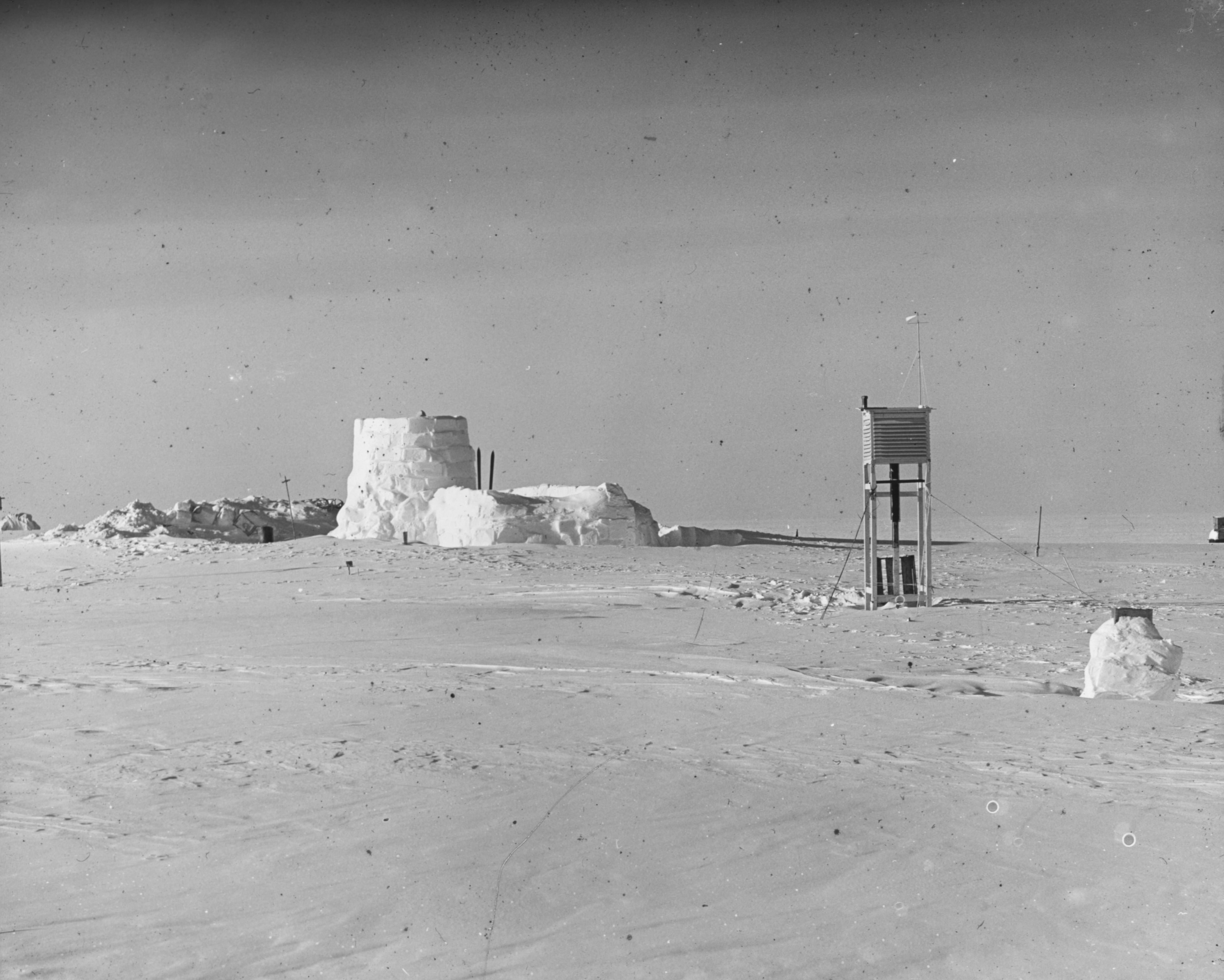
La station Eismitte en 1930.